# 凯山·丰威汉思想

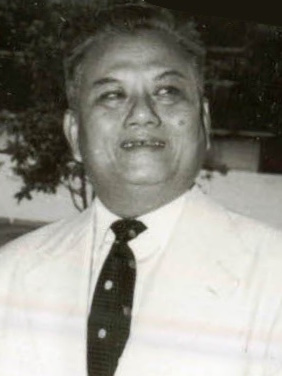
凯山·丰威汉

凯山·丰威汉思想是老挝人民革命党的指导思想之一，是对该党创始人凯山·丰威汉的政治思想的理论体系化。2016年2月18日－22日，老挝人民革命党“十大”在老挝首都万象举行，“十大”在党的文件中首次将凯山·丰威汉思想与马克思列宁主义并列作为党的思想理论基础。